# Myriam Harry
Myriam Harry, pseudonimo di Maria Rosette Shapira (Gerusalemme, 21 febbraio 1869 – Neuilly-sur-Seine, 10 marzo 1958), è stata una scrittrice e giornalista francese prima vincitrice del Prix Femina (allora denominato La Vie heureuse).

## Biografia
La madre esercitava come diaconessa protestante in un ospedale ed era la nipote di Théodor Fliedner, fondatore della diaconia di Kaiserswerth. Suo padre, William Moses Shapira, un ortodosso russo convertito al protestantesimo, era dalla regione di Kiev in Ucraina e gestiva un negozio per turisti e pellegrini nel quartiere cristiano della Città Santa. Per la sua attività, acquistò un manoscritto che sembrava essere una versione molto antica del Deuteronomio, e nel 1882 di andare a Berlino e poi a Londra per cercare di venderlo a vari musei. Ma uno studioso francese, Charles Clermont-Ganneau, convinse gli esperti che il manoscritto era un falso;
Shapira andò in rovina a causa della faccenda, e, persa ogni credibilità, finì col per suicidarsi nel marzo 1884 a Rotterdam. Senza le risorse per rimanere a Gerusalemme, la madre di Myriam Harry decise di tornare in Germania con Miriam e sua sorella nel 1884.

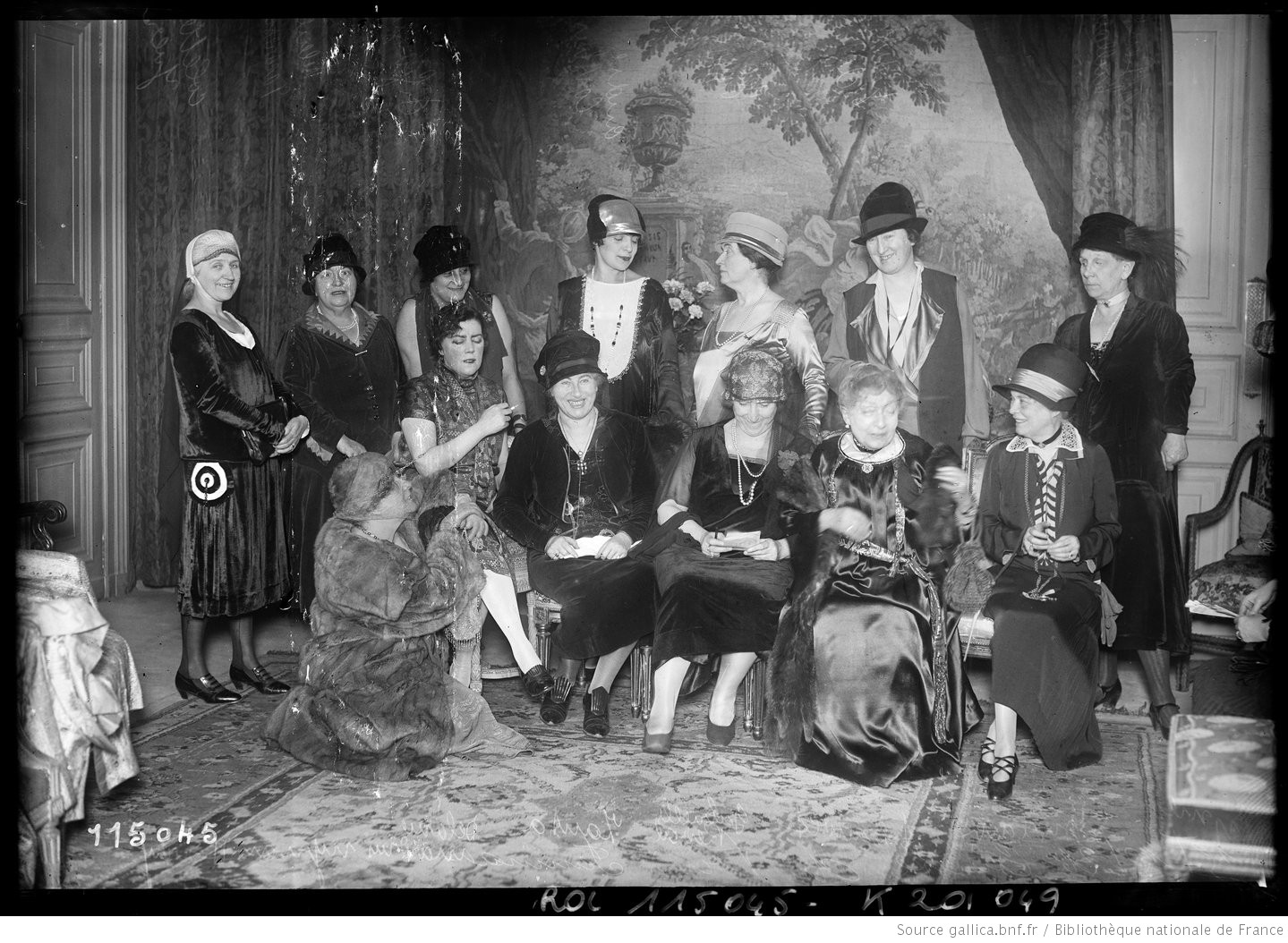
Comitato Premio Femina

Grazie a uno zio, Myriam Harry fu assunta a Parigi come assistente di un parroco e nel periodo trascorso presso di lui imparò il francese per poi diventare indipendente insegnando in una scuola privata. Inviò i suoi primi manoscritti ad alcuni giornali berlinesi e a Leopold von Sacher-Masoch che la incoraggò a scrivere e le fece conoscere Catulle Mendès che l'aiutò a stabilire alcuni rapporti editoriali. Iniziò così a collaborare nel 1898 con la rivista La Fronde, diretto da Marguerite Durand e scritto interamente da donne con un racconto pubblicato nel numero del Natale 1898 e proseguendo la collaborazione con una storia ogni due settimane: i racconti stampati su La Fronde furono raccolti in volume nel 1899, con il titolo Passage de Bedouins che ebbe subito un buon riscontro di critica e pubblico.
Nel 1904 la Harry sposò lo scultore Émile Perrault. Con il marito, vincitore di una borsa di studio di viaggio, la Harry partì per la Tunisia che sarebbe stata fonte di ispirazione per diversi suoi scritti. Molti dei suoi libri sono ispirati ai suoi viaggi in Medio Oriente. Africa e Asia.
Proposta da Joris-Karl Huysmans, che le promise la vincita per poi indirizzare altrove il suo voto, fu candidata al premio Goncourt con il suo libro La Conquête de Jérusalem (1904) che non le fu assegnato per via del fatto che era una donna. A causa di questa discriminazione nacque il Prix Femina (inizialmente "Prix La vie Heureuse") del quale Myriam Harry fu la prima vincitrice il 28 gennaio 1905 e del quale fu anche membro della giuria in seguito.
Scrisse anche molti articoli per i giornali dell'epoca, quali, tra gli altri, Revue de Paris, Revue Bleue, Grande Revue, Paris-Soir, l'Intransigeant, Candide. In particolare fece scalpore il suo reportage sul processo ai protagonisti dell'insurrezione di Thala-Khasserine per Le Temps. Nel 1950 è stata nominata corrispondente dell'Académie des sciences coloniales.
Ebbe un figlio adottivo di origine siriana, Faouaz Perrault-Harry, divenuto pittore.

## Opere
- Passage de Bédouins, Parigi, Calmann Lévy, 1899, 320 p.
- Petites Épouses, Parigi, Calmann Lévy, 1902, 329 p.
- La Conquête de Jérusalem, Parigi, Calmann Lévy, 1903, 393 p.
  - Das kleine Madchen von Jerusalem, Berlino, Welt-Verlag, 1928
- L'Ile de Volupté, Parigi, A. Fayard, Inédits de Modern Bibliothèque, 1908, 192 p.
- Madame Petit-Jardin, Parigi, A. Fayard, 1909, 188 p.
- Tunis la blanche, Parigi, A. Fayard, 1910, 319 p.
- La divine Chanson, Parigi, A. Fayard, Les Inédits de Modern Bibliothèque, 1912, 128 p.
- L'Indo-Chine, Vincennes, les Arts graphiques, 1912, 120 p., Les Beaux voyages
- La Petite Fille de Jérusalem, Parigi, A. Fayard et Cie, 1914, 350 p. (Prefazione di Jules Lemaître) / Riedizioni: Fayard, 1950, con dodici tavole in legno incise da Jacques Beltrand su composizioni di Roger Bezombes ; Editions des Malassis, 2016, 272 p. (seguito da Le Deutéronome de Shapira et les découvertes de Qûmran di Paul Auvray).
- La Pagode d’Amour, Parigi, La Renaissance du livre, s. d. (1917), 79 p
- Siona chez les Barbares (puis Siona à Berlin), Parigi, A. Fayard, 1918, 317 p.
- Siona à Parigi, Parigi, A. Fayard, 1919, 282 p.
- Le tendre Cantique de Siona, Parigi, A. Fayard, 1922, 252 p.
- Les Amants de Sion, Parigi, A.Fayard, 1923, 187 p.
- La Vallée des Rois et des Reines, au pays de Toutankhamon, Parigi, A. Fayard, 1925, 251 p.
- La Vie amoureuse de Cléopâtre, Parigi, Flammarion, 1926, 217 p.
- Le Mannequin d'Amour, Parigi, Flammarion, 1927, 247 p.
- Le Visage de la France. L'Afrique du Nord. Algérie. Tunisie. Maroc, Prefazione del Maresciallo Lyautey. L'Algérie, Georges Rozet, La Tunisie, Myriam Harry, Le Maroc, J. et J. Tharaud. Parigi, Aux Horizons de France, 1927, 306 p.
- Le premier Baiser, Parigi, A. Fayard, 1927, 152 p.
- La Pagode de l'Île flottante, Parigi, Éd. des Portiques, s. d., 119 p.
- La Nuit de Jérusalem, lithographies de Drouart, Parigi, Flammarion, 1928, 67 p.
- Le Petit Prince de Syrie, Parigi, A. Fayard, 1929, 316 p.
- Terre d'Adonis. Au pays des Maronites et des Druses, Parigi, Flammarion, 1930, 261 p.
- La Jérusalem retrouvée, Parigi, Flammarion, 1930, 284 p.
- Amina, ma Colombe, Parigi, Flammarion, 1931, 246 p.
- La Tunisie enchantée, Parigi, Flammarion, 1931, 245 p.
- Trois Ombres. J. K. Huysmans. Jules Lemaître. Anatole France, Parigi, Flammarion, 1932, 249 p.
- Les derniers Harems, Parigi, Flammarion, 1933, 249 p.
- Cléopâtre, Parigi, Flammarion, 1934, 285 p.
- Les Adorateurs de Satan, Parigi, Flammarion, 1937, 213 p.
- Ranavalo et son amant blanc, histoire à peine romancée, Parigi, Flammarion, 1939, 251 p.
- D'autres Îles de volupté, Parigi, J. Ferenczi et fils, 1940, 159 p., ill. de Engelbach, Le Livre moderne illustré
- Femmes de Perse, Jardins d'Iran, Parigi, Flammarion, 1941, 203 p.
- Irak, Parigi, Flammarion, 1941, 175 p.
- La Princesse Turquoise, roman de la cour de Turquie, Parigi, Flammarion, 1942, 248 p.
- Routes malgaches, le Sud de Madagascar, Parigi, Plon, 1943, 245 p., un dessin et 11 photographies de F. Perrault-Harry
- Micador, Parigi, Flammarion, 1944, 219 p.
- La Vie de Jules Lemaître, Parigi, Flammarion, 1946, 315 p.
- Mon Amie Lucie Delarue-Mardrus, Parigi, Ariane, 1946, 213 p.
- Djelaleddine Roumi, Poète et Danseur mystique, Parigi, Flammarion, 1947, 222 p.
- Sous le Signe du Taureau, le Sud de Madagascar, Parigi, A. de Chabassol, 1947, 319 p.
- La Pagode du Baiser, Parigi, Boursiac, 1947, 48 p.
- Damas, Jardin de l'Islam, Parigi, J. Ferenczi et fils, 1948, 265 p.
- Radame, premier Roi de Madagascar, Parigi, Ferenczi, 1949, 252 p.

## Premi e riconoscimenti
- Prix Femina 1904 (assegnato nel gennaio del 1905)
- Cavaliere della Legion d'onore